# Epic – Skogens hemliga rike
Epic – Skogens hemliga rike är en amerikansk 3D animerad film från 2013 som är löst baserad på barnboken The Leaf Men and the Brave Good Bugs av William Joyce, som också står för filmens manus. Filmen producerades av Blue Sky Studios och regisserades av Chris Wedge, regissören bakom Ice Age och Robotar.

## Handling
Efter sin mors död flyttar den tonåriga Mary Katherine "M.K." till sin excentriske far, professor Radcliffe Bomba, som försöker att finna små varelser i skogen som håller naturen i balans. M.K. vill att han ska sluta med sitt sökande eftersom det inte verkar vara trovärdigt. Vad hon inte vet är att han har faktiskt rätt. Det finns verkligen pyttesmå varelser som bor i skogen, de goda Bladmännen som krigar mot de onda Boganerna, som vill förinta alla livsceller på jorden. Av en slump när M.K. går ut i skogen blir hon krympt till samma storlek som dessa små varelser och måste nu hjälpa Bladmännen att stoppa Boganerna.

## Rollista (urval)
| Roll                        | Engelska röster        | Svenska röster            |
| --------------------------- | ---------------------- | ------------------------- |
| Mary Katherine "M.K." Bomba | Amanda Seyfried        | Dominique Pålsson Wiklund |
| Nod                         | Josh Hutcherson        | Oliver Åberg              |
| Ronin                       | Colin Farrell          | Rafael Edholm             |
| Mandrake                    | Christoph Waltz        | Magnus Krepper            |
| Mub                         | Aziz Ansari            | Mårten Andersson          |
| Grub                        | Chris O'Dowd           | Hasse Brontén             |
| Nim Galuu                   | Steven Tyler           | Magnus Uggla              |
| Professor Radcliffe Bomba   | Jason Sudeikis         | Fredde Granberg           |
| Bufo                        | Pitbull                | Björn Bengtsson           |
| Drottning Tara              | Beyoncé Knowles-Carter | Anna Sahlin               |
| Dagda, Mandrakes son        | Blake Anderson         | Eddie Hultén              |
| Taxichauffören Larry        | Judah Friedlander      | Figge Norling             |